# La Hiruela
La Hiruela er en by og kommune i det centrale Spanien i Madrid-regionen. Den har et indbyggertal på 83 (2024) indbyggere.